# Пентаборид димолибдена
Пентаборид димолибдена — неорганическое соединение металла молибдена и бора с формулой Mo2B5,
серые кристаллы,
не растворимые в воде.

## Получение
- Нагревание в атмосфере водорода молибдена и бора:

{\displaystyle {\mathsf {2Mo+5B\ {\xrightarrow {1500-1600^{o}C}}\ Mo_{2}B_{5}}}}
- Нагревание в атмосфере водорода молибдена и смеси оксида и карбида бора:

{\displaystyle {\mathsf {28Mo+5B_{2}O_{3}+15B_{4}C\ {\xrightarrow {2000^{o}C}}\ 14Mo_{2}B_{5}+15CO}}}

## Физические свойства
Пентаборид димолибдена образует серые ромбические кристаллы
тригональной сингонии,
пространственная группа R 3m,
параметры ячейки a = 0,3011 нм, c = 2,093 нм, Z = 4.
Имеет большую область гомогенности 66,7÷70 ат.% для бора.
Не растворяется в воде.

## Применение
- Компоненты кермитов.